# Alexander Decker
Alexander Decker (ur. 2 lutego 1904, zm. ?) – austriacki bokser.
Decker brał udział na Igrzyskach Olimpijskich w 1924 roku, uczestniczył w zawodach kategorii półśredniej. W pierwszej rundzie zawodów przegrał z Teodorem Staufferem.